# Морель, Гаэль
Гаэль Морель (фр. Gaël Morel; род. 25 сентября 1972, Вильфранш-сюр-Сон, Франция) — французский актёр, режиссёр и сценарист. 

## Биография
Гаэль Морель родился 25 сентября 1972 года в городе Вильфранш-сюр-Сон, что в департаменте Рона во Франции. Рос также в районе Вильфранш соседнего городка Ласена. 
В возрасте 15 лет, Морель ушел из дома, чтобы учиться искусству кино в Лионе, а затем переехал в Париж. В 18-летнем возрасте он входил в состав молодежного жюри Каннского международного кинофестиваля. 
В 1994 году известный французский кинорежиссер Андре Тешине предложил Гаэлю Морелю главную роль молодого гомосексуала Франсуа Форестье в фильма «Дикий тростник», за которую получил целый ряд наград французской кинопремии «Сезар». Работа в этом фильме принесла Морелю широкую известность, лестные отзывы критиков и номинацию на «Сезар» в категории «Самый перспективный актер». 
Партнерами Гаэля Мореля по съемочной площадке «Дикого тростника» были Элоди Буше и Стефан Ридо, которых он впоследствии часто снимал в своих собственных фильмах, когда начал режиссерскую карьеру. 